# 奈史密斯 (蒙大拿州)
奈史密斯（英語：Naismith）是位於美國蒙大拿州圖勒縣的非建制地區。

## 地理
奈史密斯所處的海拔為高於海平面931米（即3054英呎），而該地所採用的時區為UTC-6，即北美山地時區（MST）。同時該地設有夏令時間，為UTC-7調快一小時，即UTC-6（MDT）。